# Siedliska-Bogusz
Siedliska-Bogusz ist eine Ortschaft mit einem Schulzenamt der Gemeinde Brzostek im Powiat Dębicki der Woiwodschaft Karpatenvorland in Polen.

## Geographie
Der Ort liegt im Strzyżów-Gebirge, am Bach Kamienica, einem rechten Zufluss der Wisłoka. Die Nachbarorte sind Gorzejowa im Westen, Gębiczyn im Norden, Głobikówka im Nordosten, Smarżowa im Osten, die Stadt Brzostek und Nawsie Brzosteckie im Süden sowie Zawadka Brzostecka im Südwesten.

## Geschichte
Am 19. November 1345 erhielt Nicolao Kerstan vom König Kasimir dem Großen das Gründungsprivileg für Anlegung des neuen Dorfs Kamienica im Wald am gleichnamigen Bach, auf 60 fränkischen Hufen nach dem Magdeburger Recht. Heute gibt es 6 Dörfer an diesem Bach (flussaufwärts: Kamienica Dolna, Gorzejowa, Siedliska-Bogusz, Smarżowa, Bączałka und Kamienica Górna). Falls es im Gründungsprivileg um die in Kleinpolen am meisten benutzte Hufen mit der Größe von um 25 Hektar ging, umfasste es außer Kamienica Dolna möglicherweise auch Siedliska-Bogusz. Aus dem Jahr 1389 stammt eine königliche Bestätigung eines verlorenen Dokuments aus 1353, über die Übergabe von einigen Dörfern in der Umgebung, darunter Sedliska (Siedliska), Gorzimowa (Gorzejowa), Camennicza (Kamienica), Smarschowa (Smarżowa) und B[rze]sini (Brzeziny) in den Gütern von Kunice, an drei ruthenische [ukrainische] Brüder namens Chodko, Piotr und Ostaszek, den Söhnen von Iwan, die vermutlich dem polnischen König Kasimir dem Großen bei der Einnahme Rotrutheniens halfen. 1387 kamen Siedliska, Gorzejowa, Kamienica (Górna?), Siedliska und Smarzowa an Iwan Iwanowicz. Die Pfarrei in Siedliska wurde im Jahr 1373 erstmals urkundlich erwähnt, und zwar als die erste im Kamienica-Tal (das Privileg aus 1345 bestimmte die Erträge einer Hufe zum Unterhalt der römisch-katholischen Kirche im neuen Dorf, aber in Kamienica Dolna wurde keine Kirche errichtet und es gehörte im 15. Jahrhundert der Pfarrei in Brzostek).
Der plurale Name Siedliska ist vom Wort siedlisko (Sitz, Haus, Platz [des Besitzers]) abgeleitet. Der zweite Teil des Namens – Bogusz wurde erst im späten 19. Jahrhundert, und zwar nach der Familie Bogusz, den Dorfsbesitzern, die dem galizischen Bauernaufstand im Jahr 1846 zum Opfer fielen. Das Dorf war im Epizentrum des Aufstands, der von Jakub Szela aus dem benachbarten Smarżowa geführt wurde.
Das Dorf wurde nicht im Lebuser Stiftregister aus dem Jahr 1405 erwähnt. Dagegen beginnt das Manuskript mit dem Satz Kunycze, alias Kamyenyecz. Ista villa iacet penes Fristath. Nota, quod in bonis istis et infra limites eorum est una alia villa aedificata, quae tenetur per Dominum Ivonem et villa vocatur Nyebyelychschayo dicta Przesyk. [Kunice, anders Kamienica. Dieses Dorf gehört zu Freistadt. Anmerkung, innerhalb der Grenzen dieses Dorfs liegt ein neugegründetes Dorf Nyebyelychschayo [auch] Przesyk benannt, das zum Herr Ivon gehört.] Der Text enthält weiter eine Angabe über Ansiedlung von ca. 100 mehrheitlich deutschen namentlich benannten Familien aus Schlesien, unter denen es noch von Abgaben und den Frondiensten befreite Siedler gab, in Kunice, anders Kamienica, sowie Wyelgopole – das heutige Wielopole Skrzyńskie. Nach dem deutschen Volkskundler Walter Kuhn die benannten Familien sich im Dorf Kunycze alias Kamyenyecz bzw. Nyebyelychschayo dicta Przesyk entweder in Siedliska-Bogusz oder Gorzejowa ansiedelten, obwohl alle 3 Dörfer flussaufwärts von Kamienica Dolna (Gorzejowa, Siedliska-Bogusz, Smarżowa), ab 1387 im Besitz von Iwan Iwanowicz, schon in der zweiten Hälfte des 14. Jahrhunderts unter den heutigen Namen urkundlich erwähnt wurden. Kurt Lück bezeichnete dagegen nur die zwei Dörfer Kamienica dolna und Nobligshaw-Siedliska als deutsche Siedlungen auf der Karte der Deutschen Besiedlung Kleinpolens und Rotreußens im 15. Jahrhundert aus 1934.
1536 gehörte das Dorf zu Jan, Kasper und Melchior Oświęcimowie. Es hatte damals 27 Bauern, 4 Häuslern, drei Gutshöfern, Wirtshaus, Mühle und drei Vorwerken.
Das Dorf gehörte zur Adelsrepublik Polen-Litauen, Woiwodschaft Sandomir, Kreis Pilzno. Bei der Ersten Teilung Polens kam Siedliska-Bogusz 1772 zum neuen Königreich Galizien und Lodomerien des habsburgischen Kaiserreichs (ab 1804).
Nach dem Ende des Ersten Weltkriegs und dem Zusammenbruch der Habsburgermonarchie kam Siedliska-Bogusz 1918 zu Polen. Unterbrochen wurde dies nur durch die deutsche Besetzung Polens im Zweiten Weltkrieg. Von 1975 bis 1998 gehörte Siedliska-Bogusz zur Woiwodschaft Tarnów.